# Falun és Kopparbergslag
Falun és Kopparbergslag (svédül: Falun och Kopparbergslagen) Falun városát, valamint a város és a szomszédos faluni rézbánya (Stora Kopparberg) körül fekvő történelmi iparvidéket, Kopparbergslagot foglalja magában. 

## Története
A svéd koppar szó jelentése ”réz”, a bergslag (szó szerint ”hegyi csapat”) pedig egyfajta, privilégiumokkal rendelkező, hegyi gazdálkodással foglalkozó területi önszerveződést jelentett. Kopparbergslag vidéke Dalabergslag (a dalarnai bergslag) része volt, és Aspeboda, Enviken, Vika (Hosjö-vel együtt), Stora Kopparberg, Sundborn, Svärdsjö (Svartnäs-szel) és Torsång egyházközségek, valamint Falun város alkották. Ma ezek mindegyike (Torsång kivételével) Falun község részei. Ezen kívül a községhez tartozik még Bjursås is, Felső-Dalarnában.

### Világörökségi helyszín
Az UNESCO 2001. december 13-án közzétett listáján 1027 számon felvette a rézbányát és a környező települést a világörökségi helyszínek közé. A 42.8200 ha területen a 13. század óta folytattak az emberek bányászati tevékenységet. 
A 17. században alapították Falun városát, mely a mai napig megőrizte számos bányászathoz kapcsolódó történelmi jelentőségű épületét. A megmaradt ipari és egyéb a bányászathoz kapcsolódó emlékekkel együtt a környék betekintést ad az évszázadokkal korábbi bányászat mindennapjaiba.

## Fordítás
Ez a szócikk részben vagy egészben  a   Falun och Kopparbergslagen című svéd Wikipédia-szócikk fordításán alapul.  Az eredeti cikk szerkesztőit annak laptörténete sorolja fel. Ez a jelzés csupán a megfogalmazás eredetét és a szerzői jogokat jelzi, nem szolgál a cikkben szereplő információk forrásmegjelöléseként.